# Paul Sédir

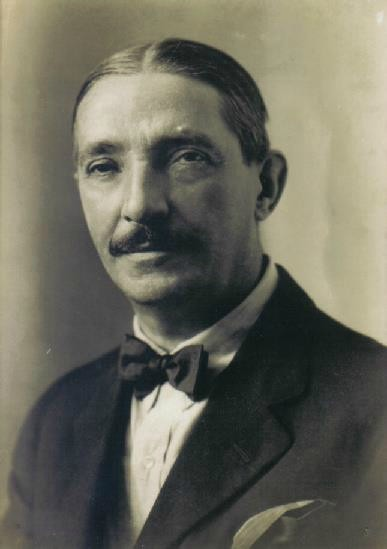
Paul Sedir

Paul Sédir, pseudoniem van Yvon Le Loup, (Dinan, 2 januari 1871 - Parijs, 3 februari 1926) was een Frans publicist, mysticus, kabbalist, rozenkruiser en martinist.

## Levensloop
Sédir werd geboren als zoon van Hippolyte Le Loup en Séraphine Foeller. Op zeer jonge leeftijd verhuisde het gezin van Bretagne naar Parijs. Zijn ouders hadden het materieel heel moeilijk. Dit had gevolgen voor de kleine Le Loup. Door ontbering had hij een verborgen tuberculose, brak hij een been en kreeg hij de ziekte van Pott (tuberculose van wervellichamen).
Als kind wilde hij herder worden. Hij schreef ooit een boek over de herdershond. Later had hij een andere wens en wilde hij klusjesman worden.
Le Loup had reeds heel jong, een mooi handschrift en dat zou hij zijn leven lang behouden. In 1882 kreeg hij de kans om vioollessen te volgen.
Catechese volgde hij in de kerk van Saint-Augustin en in de school van de François-Bourgeois; bij de broeders van de Christelijke Leer volgde hij de lagere school. Op 10 juli 1883 behaalde hij het diploma Hoger Onderwijs.
Bij een zeer ongelukkige val brak hij voor de tweede maal zijn been. Tijdens deze gedwongen rustperiode las hij veel boeken en ontwikkelde hij zijn tekentalent.
Het was een periode waarin hij zich zorgen maakte over zijn situatie. Hij vond een baan als bediende op een kantoor. Door een oude vriend van de familie kreeg hij de kans om, bij een bank, deel te nemen aan het toelatingsexamen. Op 28 oktober 1892 begon hij bij de Banque de France als hulpbediende. Tijdens de middagpauze, die iets meer dan een uur bedroeg, wandelde hij steeds langs de kaaien van de Seine, steeds op zoek naar oude boeken in de stalletjes van de boekhandelaars.
Enkel met zijn doorzettingsvermogen, zijn intelligentie en met de boeken welke hij zich had kunnen aanschaffen met zijn kleine budget, had Le Loup ongeveer twee jaar lang het esoterisme bestudeerd. Hij besloot om contact te zoeken met de in Parijs verblijvende esoterici.
In 1888 had Papus (dr. Gerard Encausse), samen met Lucien Chamuel, La Librairie du Merveilleux opgericht. Deze uitgeverij met boekhandel en conferentiezalen was een ontmoetingsplaats voor iedereen die in het hermetisme geïnteresseerd was. Eind 1889 bracht Le Loup een bezoek aan deze boekhandel en zei aan Chamuel: “Ik wil occultisme doen”. Papus die ook aanwezig was zei: “ Dat is zeer goed mijn jongen. Kom volgende zondag maar bij mij.”
Die zondag werd de nieuweling door Papus ingelicht hoe hij de waardevolle bibliotheek in orde moest houden.
Zo begon de bretoense jongen die zich Yvon Le Loup noemde aan zijn studies in het occultisme.
Le Loup werd meteen medewerker aan het tijdschrift L'Initiation, opgericht door Papus in 1890. Sédir publiceerde in oktober 1890 zijn eerste artikel: Expériences d’occultisme pratique, onder de naam Yvon Le Loup. Het is in L’Initiation van oktober 1891 dat men voor het eerst de naam Sédir kan vinden. Sédir is een anagram van désir (verlangen). Dit was een allusie op L'homme de désir of De mens van verlangen, een uitdrukking van Louis-Claude de Saint-Martin om een fase in de spirituele evolutie van de mens te beschrijven.
Papus had Sédir ook geïntroduceerd in andere esoterische groepen, waar Sédir onder andere Paul Adam, F.-Charles Barlet, F.-R. Gaboriau, Emile Gary de Lacroze, Julien Lejay, Jules Lermina, Victor-Emile Michelet en René Philipon ontmoette.
Het was ook de periode waarin Stanislas de Guaita L'Ordre Kabbalistique de la Rose+Croix had opgericht. Papus had net zijn Martinistenorde gesticht. Sédir werd lid van L’Ordre Kabbalistique de la Rose+Croix en werd dokter in de Kabbala. In de Martinistenorde, waarvan Sédir ook lid werd, bracht hij het tot lid van de Opperraad.
Door tussenkomst van Barlet werd Sédir lid van de Hermetic Brotherhood of Luxor.
Met Philipon hernieuwde hij de vrijmetselarij van Misraïm en werd hij Raadslid van de Société Alchimique de France, van Jollivet-Castelot.
Andere belangrijke personen in het leven van Sédir waren Auguste Villiers de L'Isle-Adam, Barbey d'Aurevilly, Flaubert, Honoré de Balzac, Laurent Tailhade en Joséphin Péladan.
Tussen 1894 en 1898 werden de eerste artikels en de eerste werken van Sédir uitgegeven bij La Librairie du Merveilleux.
Tussen 1894 et 1906, publiceerde Sédir ook de eerste vertalingen, in het Frans, van auteurs zoals Jacob Boehme, Gichtel, Jeanne Leade, William Law. Ook schreef hij een voorwoord of een inleiding bij herdruk werken van Louis-Claude de Saint-Martin, Antoine Fabre d'Olivet, Isaac Loriah, Siegmund Salzmann. Tevens publiceerde hij eigen werk waarin hij de resultaten van zijn opzoekingen uiteenzette.
Sédir huwt met Alice, Estelle Perret-Gentil op 13 juni 1899. Een lieve vrouw die voor Sédir de ideale partner was. Tien jaar later zou Alice overlijden.
Sédir was altijd zeer voorzichtig wanneer hij sprak over het onzichtbare. Op een dag veranderde deze voorzichtigheid. Hij sprak en antwoordde met autoriteit en met zekerheid. Plots sprak hij als een wijze. Hij liet vele van zijn vrienden achter en ging zich uitsluitend wijden aan het Evangelie. Deze evolutie verbaasde zijn oude vrienden.
Sédir had nog slechts één leer: houden van de medemens en dat gecombineerd met het zoeken naar het Rijk van God.
De laatste jaren had Alfred Haehl, die een dierbare vriend was van Sédir, openlijk gesproken over l'Inconnu: Maître Philippe Nizier Anthelme. Een genezer en spiritueel leraar uit Lyon.
Sédir had dus het voorrecht zijn idéaal te ontmoeten, niet in de abstracte werelden van de ideeën, maar in een levende persoon. Een zondag in juli 1897 op het perron van de gare de Lyon in Parijs was Sédir vergezeld van Papus en ontmoette hij voor het eerst Monsieur Philippe. Papus noemde Mijnheer Philippe de vader der armen. Voor Papus was Monsieur Philippe zijn spirituele leraar. Sédir noemde hem, in zijn roman Initiations : Andréas.
Die eerste ontmoeting was zeer kort. Sédir had slechts enkele woorden kunnen praten met deze man. Sédir zag hem echter nog verscheidene malen in Parijs. Ook verbleef Sédir, vergezeld van Jean Chapas, in het huis van Monsieur Philippe in L'Arbresle. Hier ontmoetten de trouwste leerlingen elkaar, zoals onder andere Jean Chapas, Marc Haven, Alfred Haehl, enz.
In mei 1905, verbleef Sédir, op verzoek van Alice Le Loup langer in L’Arlresle. Alice Le Loup was ongeneeslijk ziek. Ze had de wens geuit enkele dagen langer bij de Meester te blijven. Het werd het laatste bezoek want de Meester overleed op 2 augustus 1905.
De dood van Alice Le Loup, op 23 april 1909, veranderde het leven van Sédir. Hij verliet de bank.
Zijn vrienden drongen erop aan dat hij leider werd van een spirituele groep. Sédir deed het maar kon het niet. Hij wilde enkel gevolg geven aan de omstandigheden, een instrument zijn van de wil van God.
Men vroeg hem voordrachten te geven; Sédir deed het. Men vroeg hem zijn voordrachten uit te geven; Sédir deed het. Men vroeg hem alle welwillenden die zich rond hem hadden geschaard te verzamelen; Sédir deed het. Hij huurde een kamer waar de vrienden van de Amitiés Spirituelles samenkwamen. De merkwaardige kennis die Sédir ten dienste van het Evangelie stelde bracht heel wat nieuwe geïnteresseerden bijeen. De kamer werd te klein en Sédir moest een grotere locatie zoeken. Uiteindelijk verkreeg de secretaris van de Gebroeders Marius et Ary Leblond een appartement in de Rue du Cardinal-Lemoine. Daar werd het tijdschrift La Vie uitgewerkt.
Enkel God weet hoe zeer Sédir van zijn vrienden hield. Gedurende vele jaren hielp hij velen, luisterde hij met geduld naar het leed van anderen. Gedurende jaren gaf hij onderricht, ondersteuning, troost.
Van 1915 tot 1918 werd Sédir gemobiliseerd. Hij was werkzaam in l'Ecole de Guerre (Bureau voor inlichtingen over krijgsgevangenen).
Na de oorlog hernam Sédir zijn normale werkzaamheden, vergaderingen, reizen. Hij verzamelde rond zich vele mensen van goede wil. Deze drongen erop aan een tijdschrift uit te geven als middel om contact het houden met sympathisanten in de provincie en het buitenland. Het eerste nummer van de Bulletin des Amitiés Spirituelles verscheen in februari 1919.
Later werd besloten een vereniging, volgens de wet, op te richten. Op 16 juli 1920 verscheen in le journal Officiel de aankondiging: Les Amitiés Spirituelles, christelijke vereniging, vrij en menslievend.
Op 30 mei 1921 huwde Sédir met Marie-Jeanne Coffineau (Jeanne Jacquemin), die zou overlijden in oktober 1938.
Gedurende jaren, volgend op de oprichting van de Amitiés Spirituelles, gingen de activiteiten van Sédir hun gewone gang binnen de vereniging: brieven, artikels, vergaderingen, voordrachten in Parijs en in verschillende Franse steden en in het buitenland, voornamelijk Polen. Overal hadden zich groepen sympathisanten gevormd.
De laatste publieke voordracht die Sédir gaf was op 17 november 1925 aan de Université Alexandre-Mercereau, boulevard Raspail.
In januari 1926 ging Sédir naar een vriend in L'Arbresle. Ze werden verwelkomd door Jean Chapas, de grote dienaar van God die nederig het werk verder zette van hem die ze hun Meester noemden.
Sédir had voor februari 1926 drie voordrachten aangekondigd over Le Sacrifice (Le sacrifice antique, le sacrifice de Jésus-Christ, le sacrifice du disciple).
Sédir overleed, na enkele dagen ziekte, op 3 februari 1926. De drie voordrachten werden later door Albert Legrand uitgegeven.
Een kerkelijke dienst werd opgedragen in de kerk van de Notre-Dame de la Miséricorde. Sédir rust op het cimetière Saint-Vincent.

Sédir heeft zijn leven ten dienste gesteld van God. Hij was een Getuige van Christus, een Boodschapper van het Evangelie. Zijn leven en zijn onderricht waren een getuigenis van Hem die zijn leven vervulde, zijn leven verlichtte.
Een Protestantse dame van de hogere sociale klasse verklaarde: Wanneer Sédir over Christus spreekt, dan is Christus aanwezig.
Zoals Christus al zijn gedachten, al zijn liefde, al zijn hoop was, zo was het Evangelie zijn hele geloof, zijn hele onderricht. In het Licht van het Evangelie antwoordde hij op alle vragen, gaf hij vertrouwen en hoop, veranderde hij onzekerheid in zekerheid.
Emile Besson schreef: De werken en boeken die Sédir schreef over het Evangelie zijn de mooiste, de meest ontroerende, de meest troostende die ik ooit gelezen heb. 

## Werken
Sédir publiceerde in het Frans. Al zijn werken werden vertaald in het Engels en het Pools. Enkele in het Duits en Italiaans. Enkel Het gebed werd in het Nederlands uitgegeven.
- Les Amitiés Spirituelles
- Les lettres magiques (1903)
- Les miroirs magiques (1907)
- Les plantes magiques (1907)
- Initiations
- Histoire des Rose-Croix
- Méditations pour chaque semaine
- Les Forces mystiques et la conduite de la Vie
- La dispute de Shiva contre Jésus
- Le martyr de la Pologne
- La guerre de 1914 selon le point de vue mystique
- Les sept jardins mystiques
- Le sacrifice
- Essai sur le cantique des cantiques (1906)
- Les guérisons du Christ
- Quelques Amis de Dieu
- Le courronement de l'oeuvre
- La Voie Mystique
- Mystique chrétienne
- Le Royaume de Dieu
- L'Éducation de la volonté
- Le sermon sur le montagne
- Les lettres mystiques
- L'Énergie ascétique
- L'Enfance du Christ
- Le devoir spiritualiste
- La Prière (in het Nederlands: Het gebed, Baarn, Hollandia, 1949, vertaling: Carel Vorsterman)
- La charité
- Le fakirisme Indou et les yogas (1911)
- Bréviaire mystique (1909)
- Le bienheureux Jacob Boehme (1901)
- Bibliographie méthodique et illustrée de la science occulte (1912)

- Biblioteca Nacional de España: XX1006013
- Bibliothèque nationale de France: cb119242839 (data)
- Gemeinsame Normdatei: 107456028
- International Standard Name Identifier: 0000 0003 6849 3684
- Library of Congress Control Number: n85184975
- Nationale Bibliotheek van Tsjechië: jn20010420028
- Nederlandse Thesaurus van Auteursnamen: 09132761X
- Russische Staatsbibliotheek: 000049972
- Système universitaire de documentation: 027472590
- Virtual International Authority File: 24607968
- WorldCat: E39PBJxMpgychKmbHy3Gdb3mh3